# Загянская, Галина Аврамовна
Галина Аврамовна (Авраамовна) Загянская (20 апреля 1937, Киев, Украинская ССР, СССР — 17 сентября 2024) — советский и российский искусствовед, профессор кафедры искусствоведения Театрального института имени Бориса Щукина (с 1999 года), кандидат искусствоведения (1967), почётный член Российской академии художеств (2018), автор ряда книг и статей по истории русского и советского искусства.

## Биография
Галина Загянская родилась 20 апреля 1937 года в Киеве. В 1961 году окончила Московский государственный университет имени М. В. Ломоносова, а в 1962—1965 годах продолжила обучение в аспирантуре Научно-исследовательского института теории и истории изобразительных искусств Академии художеств СССР. В 1967 году она стала членом Московского Союза художников.
В 1967 году Загянская защитила кандидатскую диссертацию по теме «Работа Александра Иванова над натурой (творческий метод художника)» и получила учёную степень кандидата искусствоведения. В Российской государственной библиотеке также хранится автореферат её диссертации на соискание учёной степени доктора искусствоведения, датированный 1997 годом (тема — «Теория композиции Владимира Фаворского и парадигма классической формы в изобразительном искусстве XIX—XX веков: судьба одной традиции», организация — Московский государственный художественно-промышленный университет).
В 1968—1987 годах Загянская работала лектором Всесоюзного общества «Знание». С 1986 года она была сотрудником Театрального института имени Бориса Щукина, работая на должностях преподавателя (с 1986 года), доцента (с 1992 года) и профессора (с 1999 года) кафедры искусствоведения этого института; читала курс «Всеобщая история изобразительного искусства для режиссёров и актёров». В 2018 году ей было присвоено звание почётного члена Российской академии художеств.
Галина Загянская написала ряд монографий и статей, посвящённых истории русского и советского искусства XIX—XX веков, а также творчеству художников Александра Иванова, Павла Федотова, Владимира Фаворского, Артура Фонвизина и других. Она была куратором серии выставок работ учеников Владимира Фаворского (Георгия Ечеистова, Лидии Жолткевич и других), проходившей в 1990-х годах в московской галерее «На Солянке».
Галина Загянская жила и работала в Москве. Скончалась 17 сентября 2024 года.

## Сочинения Г. А. Загянской
- Артур Владимирович Фонвизин. — М.: Советский художник, 1970
- Пейзажи Александра Иванова. Проблема живописного метода художника. — М.: Искусство, 1976
- Павел Андреевич Федотов. — М.: Искусство, 1977
- В. А. Фаворский. Воспоминания о художнике. — М.: Книга, 1990 (составитель, совместно с Е. С. Левитиной)
- Владимир Фаворский. Обстоятельства места и времени. — М.: ГИТИС, 2006
- Русский авангард. Изобразительное искусство. Литература. Театр. — М.: ГИТИС, 2007 (совместно с М. С. Ивановой и Е. И. Исаевой)